# Championnats du monde de cyclisme sur route 1992
Navigation
Stuttgart 1991 Oslo 1993
Les championnats du monde de cyclisme sur route 1992 ont eu lieu les 5 et 6 septembre 1992 à Benidorm en Espagne. Seule l'épreuve masculine réservée aux professionnels et le contre-la-montre par équipes féminin furent disputés en raison des Jeux olympiques de Barcelone.

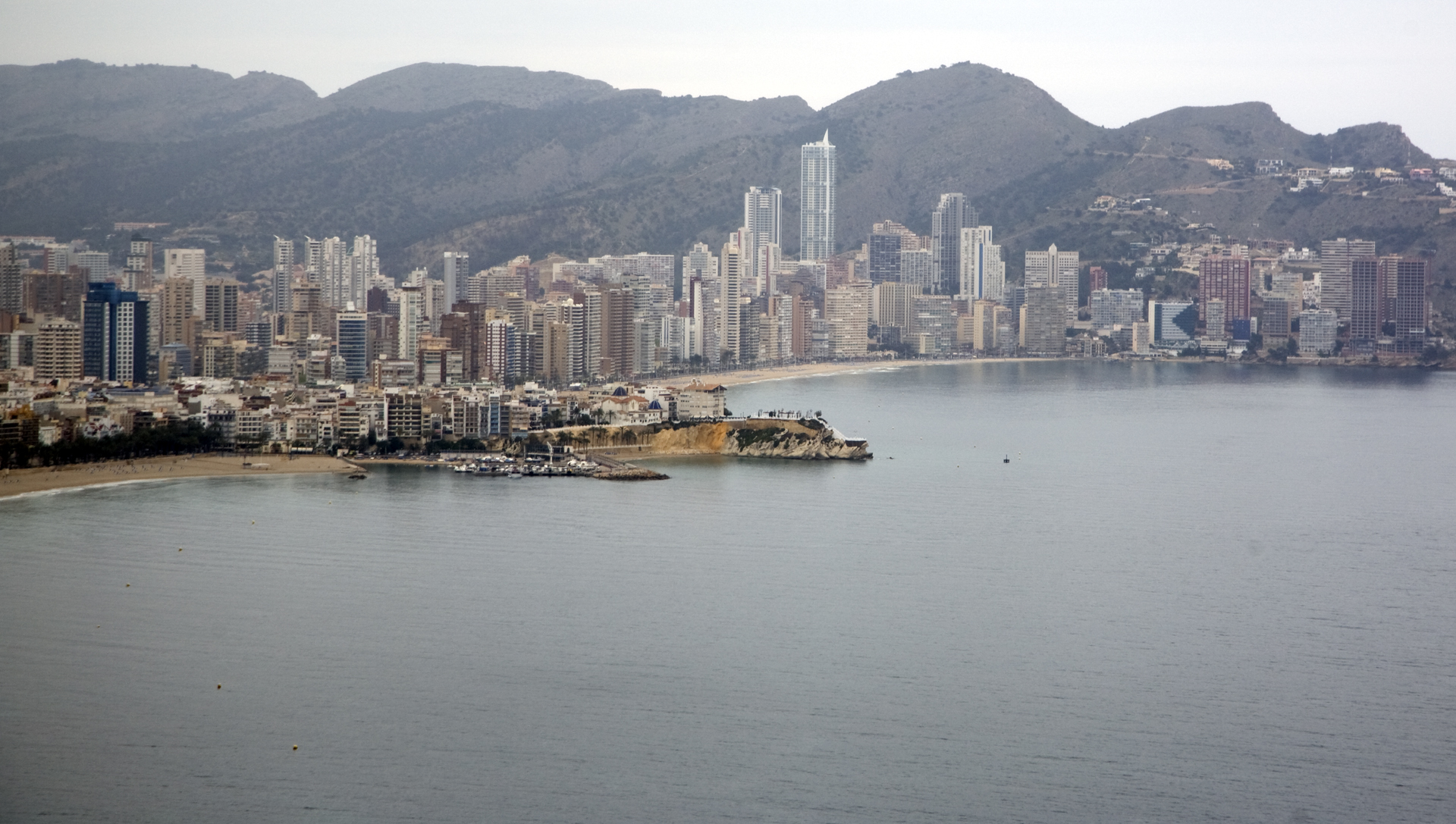
Championnats du monde de cyclisme sur route 1992 à Benidorm.

## Résultats
| Épreuves :                                   | Or                                                                         | Or              | Argent                                                           | Argent | Bronze                                                                          | Bronze |
| Épreuve masculine                            |                                                                            |                 |                                                                  |        |                                                                                 |        |
| Hommes - course en ligne Résultats détaillés | Gianni Bugno Italie                                                        | 6 h 34 min 28 s | Laurent Jalabert France                                          | m.t.   | Dimitri Konyshev Russie                                                         | m.t.   |
| Épreuve féminine                             |                                                                            |                 |                                                                  |        |                                                                                 |        |
| Femmes - contre-la-montre par équipes        | États-Unis Eve Stephenson Jeannie Golay Jan Bolland Danute Bankaitis-Davis | 1 h 03 min 30 s | France Corinne Le Gal Jeannie Longo Catherine Marsal Cécile Odin | + 13 s | Russie Gulnara Fatkúlina Natalya Grinina Aleksandra Koliaseva Nadesja Kibardina | + 46 s |

## Tableau des médailles
| Rang  | Nation     | Or | Argent | Bronze | Total |
| ----- | ---------- | -- | ------ | ------ | ----- |
| 1     | Italie     | 1  | 0      | 0      | 1     |
| 1     | États-Unis | 1  | 0      | 0      | 1     |
| 2     | France     | 0  | 2      | 0      | 2     |
| 3     | Russie     | 0  | 0      | 2      | 2     |
| TOTAL | TOTAL      | 2  | 2      | 2      | 6     |